# 加成反应
加成反应（addition reaction）是一种有机化学反应，它发生在有双键或三键的物质中。加成反应进行后，重键打开，原来重键两端的原子各连接上一个新的基团。加成反应一般是两分子反应生成一分子，相当于无机化学的化合反应。根据机理，加成反应可分为亲核加成反应，亲电加成反应，自由基加成，和环加成。

## 亲核加成反应
亲核加成反应是由亲核试剂与底物发生的加成反应。反应发生在碳氧双键、碳氮三键、碳碳三键等等不饱和的化学键上。最有代表性的反应是醛或酮的羰基与格氏试剂加成的反应。
- R2C=O + R'MgCl → R2R'C-OMgCl

再水解得醇，这是合成醇的良好办法。在羰基中，O稍显电负性；在格氏试剂中，C-Mg相连，Mg稍显电正性，C是亲核部位。于是格氏试剂的亲核碳进攻亲电的羰基碳，双键打开，新的C-C键形成。
水、醇、胺类以及含有氰离子的物质都可以与羰基加成。碳氮叁键（氰基）的亲核加成主要表现为水解生成羧基。
此外，端炔的碳碳叁键也可以与HCN等亲核试剂发生亲核加成，如乙炔和氢氰酸反应生成丙烯腈（CH2=CH-CN）。
其他重要的亲核加成反应有：
- 麦克尔加成
- 醇醛加成/缩合（现代变化：向山羥醛反應）

## 亲电加成反应
亲电加成反应是烯烃的加成反应，又叫马氏加成，由马可尼科夫规则而得名：烯烃与氢卤酸的加成，氢加在氢多的碳上。广义的亲电加成反应是由任何亲电试剂与底物发生的加成反应。
在烯烃的亲电加成反应过程中，氢正离子首先进攻双键（这一步是速控步），生成一个碳阳离子，然后卤素负离子再进攻碳阳离子生成产物。立体化学研究发现，后续的卤素负离子的进攻是从与氢离子相反的方向发生的，也就是反式加成。
如丙烯与HBr的加成：
- CH3-CH=CH2 + HBr → CH3-CHBr-CH3

第一步，HBr电离生成H+和Br-离子，氢离子作为亲电试剂首先进攻C=C双键，形成这样的结构：

第二步，由于氢已经占据了一侧的位置，溴只能从另外一边进攻。根据马氏规则，溴与2-碳成键，然后氢打向1-碳的一边，反应完成。
马氏规则的原理是，取代基越多的碳正离子越稳定也越容易形成。这样占主导的取代基多的碳就优先被负离子进攻。
水、硫酸、次卤酸等都可以进行亲电加成。

## 自由基加成
属于自由基反应的范畴。比如博格曼芳香化成环反应。
烯烴在過氧化物的存在下與氫溴酸的加成反應亦涉及到自由基。

## 环加成
属于协同反应的范畴，常见的有狄尔斯-阿尔德反应。

## 加成聚合
经加成反应形成高聚物的过程称为加成聚合反应，简称加聚反应。加聚反应的产物大多是聚烯类，常被用作包装材料，如作为塑料的聚乙烯、聚苯乙烯等。

## 参看
- 有机化学
- 取代反应 - 消去反应 - 氧化还原反应